# Теляково
Теля́ково (рос. Теляково) — присілок у складі Бабушкінського району Вологодської області, Росія. Входить до складу Міньковського сільського поселення.

## Населення
Населення — 20 осіб (2010; 21 у 2002).
Національний склад (станом на 2002 рік):
- росіяни — 100 %